# 坐夜
坐夜（侗语:Nyaoh nyaenv）是侗族的一种传统恋爱社交活动，流行于黔东南北部侗寨，是行歌坐夜活动的一部分。同一家族的姑娘，晚饭后，多聚在其中一家的长廊內（夏天）或火塘边（冬天）纺棉花，织花带、纳鞋底或做其它针线活。夜幕；降临，外姓的小伙子们在姑娘住所附近吹木叶、短笛、竹笛进而唱歌喊门，然后姑娘们开门让进就座，一边干活一边与小伙子对歌和交谈，互相夸奖，倾吐爱慕和感情。经过“坐夜”建立起深厚爱情后才告知父母，若父母不同意，不能成婚。由于谈恋爱是在夜晚，而且总是要坐谈到凌晨才依依不舍地告别，所以叫“坐夜”。